# Cantonul Privas
Cantonul Privas este un canton din arondismentul Privas, departamentul Ardèche, regiunea Rhône-Alpes, Franța.

## Comune
- Ajoux
- Alissas
- Coux
- Creysseilles
- Dunière-sur-Eyrieux
- Flaviac
- Freyssenet
- Gourdon
- Lyas
- Les Ollières-sur-Eyrieux
- Pourchères
- Pranles
- Privas (reședință)
- Saint-Priest
- Saint-Vincent-de-Durfort
- Veyras